# Mike Sexton
Michael Richard „Mike“ Sexton (* 22. September 1947 in Shelby, Indiana; † 6. September 2020 in Las Vegas, Nevada) war ein professioneller US-amerikanischer Pokerspieler, -kommentator und -funktionär. Er gewann 1989 ein Bracelet der World Series of Poker, 2006 das Tournament of Champions und 2016 das Main Event der World Poker Tour.

## Persönliches
Sexton besuchte die Ohio State University, an der er in Public Recreation (zu deutsch etwa öffentliche Erholung) graduierte, nachdem er von Business (der amerikanischen Entsprechung der Betriebswirtschaftslehre) als Hauptfach dorthin gewechselt war. Er spielte viel Kontrakt-Bridge und brachte es Schulklassen in North Carolina bei.
Sexton trat 1970 der US Army als Fallschirmspringer in der 82nd Airborne Division bei. Die Division war gerade aus Vietnam zurückgekehrt, sodass er keine Militäreinsätze erlebte. In der Armee brachte er einigen Leuten Tanzen bei und einer seiner Schüler überredete ihn zu versuchen, als Kaufmann zu arbeiten. Dies tat er nach zwei Jahren, als seine Einberufungszeit vorbei war. Nach einiger Zeit bemerkte Sexton, dass er mit Poker mehr Geld verdienen konnte als als Kaufmann, sodass er sich ab 1977 ganz dem Poker widmete.
Sexton starb am 6. September 2020 im Kreise seiner Familie in Las Vegas an den Folgen einer Prostata-Krebserkrankung.

## Pokerkarriere

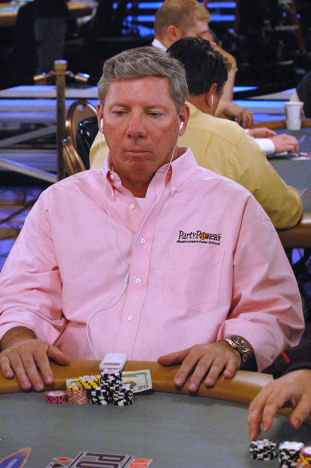
Sexton bei der WSOP 2006

Obwohl Sexton viele Turniere besuchte, schaffte er es anfangs nicht zur World Series of Poker (WSOP) in Las Vegas, da er kleine Baseball-Ligateams trainierte und sich die Termine überschnitten. Im Jahr 1985 zog er nach Nevada, um Vollzeitpokerspieler zu werden. Sexton gewann 1989 ein WSOP-Turnier in der Variante Seven Card Stud Split und damit über 100.000 US-Dollar Preisgeld sowie ein Bracelet.
Dennoch war Sexton weitaus mehr für seine Werbung für verschiedene Pokerveranstaltungen und Pokerdienste bekannt. Er war bis zu seinem Tod der Hauptveranstalter der World Poker Tour (WPT) und Sprecher für partypoker, eine der größten Onlinepokerseiten, bei der er selbst unter dem Nickname Mike-Sexton spielte. Er schrieb für das Card Player Magazine und die Gambling Times. Außerdem gründete er das inzwischen eingestellte WSOP Tournament of Champions, bei dem nur die Turniersieger des letzten Jahres teilnehmen durften. Für seine Arbeit, das Pokern in die Öffentlichkeit zu tragen, war er auch als The Ambassador of Poker (deutsch Der Poker-Botschafter) bekannt. Durch seine Beziehungen durfte er bei einigen Pokerturnieren nicht mehr mitspielen. Am 15. Februar 2006 wurde Sexton als Top-Pokerbotschafter bei der Card Player Magazine Player of the Year Awards Gala ausgezeichnet. 2009 wurde er in die Poker Hall of Fame aufgenommen. Bei den American Poker Awards wurde Sexton im Februar 2016 für sein Lebenswerk ausgezeichnet. Im Februar 2022 erhielt er bei den Global Poker Awards posthum den „Poker Icon Award“.
Ende Juni 2006 gewann Sexton das WSOP Tournament of Champions und damit ein Preisgeld von einer Million US-Dollar. Die letzte Hand gewann er mit A♥ A♣ gegen Daniel Negreanus J♥ Q♥ auf einem Board von 10♦ 8♦ 4♠ A♦ 8♣. Sexton spendete die Hälfte seines Gewinnes nach Steuerabzug an fünf karitative Einrichtungen. Bei der WSOP 2008 wurde Sexton Vierter bei der Weltmeisterschaft in Pot Limit Hold’em und erhielt rund 250.000 US-Dollar. Anfang Juli 2012 spielte Sexton das eine Million US-Dollar teure Big One for One Drop der WSOP 2012 und sicherte sich für seinen neunten Platz sein höchstes Karrierepreisgeld von mehr als 1,1 Millionen US-Dollar. Im Jahr darauf erreichte er erneut beim teuersten Event auf dem WSOP-Turnierplan die Geldränge und belegte beim High Roller for One Drop der WSOP 2013 den 16. Rang für knapp 210.000 US-Dollar. Mitte November 2016 gewann Sexton das WPT-Main-Event in Kahnawake mit einer Siegprämie von rund 425.000 Kanadischen Dollar. Im Februar 2017 erreichte er erneut den Finaltisch des WPT-Main-Events und wurde beim L.A. Poker Classic in Los Angeles Vierter für rund 300.000 US-Dollar. Seine letzte Live-Geldplatzierung erzielte er im Dezember 2019 im Wynn Las Vegas.
Insgesamt hat sich Sexton mit Poker bei Live-Turnieren über 6,5 Millionen US-Dollar erspielt.